# Sœurs disciples du Sacré-Cœur
Les Sœurs disciples du Sacré-Cœur sont une congrégation religieuse féminine hospitalière et enseignante de droit pontifical.

## Histoire
La religieuse italienne Santina De Pascali (1897-1981), compassioniste servite de Marie, demande à ses supérieurs la dispense de quitter l'institut, afin de fonder une nouvelle congrégation pour se consacrer à l'éducation des jeunes, à la catéchèse et à l'action catholique. L'institut est fondée à Acaya le 11 avril 1929 sous le nom de congrégation des disciples du Sacré-Cœur.
L'institut reçoit l'approbation diocésaine le 25 décembre 1967 par Francesco Minerva (it), évêque de Lecce. Paul VI lui accorde le décret de louange le 1er juillet 1973.

## Activités et diffusion
Les sœurs se dédient à l'enseignement dans les écoles, les jardins d'enfants et les foyers universitaires, aux soins des personnes âgées dans les maisons de retraite.
Elles sont présentes en Italie et à Madagascar.
La maison-mère est à Lecce.
En 2017, la congrégation comptait 87 sœurs dans 19 maisons.